# Bandō Tamasaburō
Bandō Tamasaburō est un nom japonais traditionnel ; le nom de famille (ou le nom d'école), Bandō, précède donc le prénom (ou le nom d'artiste).
Bandō Tamasaburō (坂東 玉三郎) est le nom de scène emprunté par une série d'acteurs kabuki de la famille Bandō. Des cinq qui ont porté ce nom, la plupart ont été adoptés dans la lignée. De nombreux membres de la famille Bandō étaient également adoptés ou membres de sang de la famille Morita qui a créé et dirigé le Morita-za à Edo.

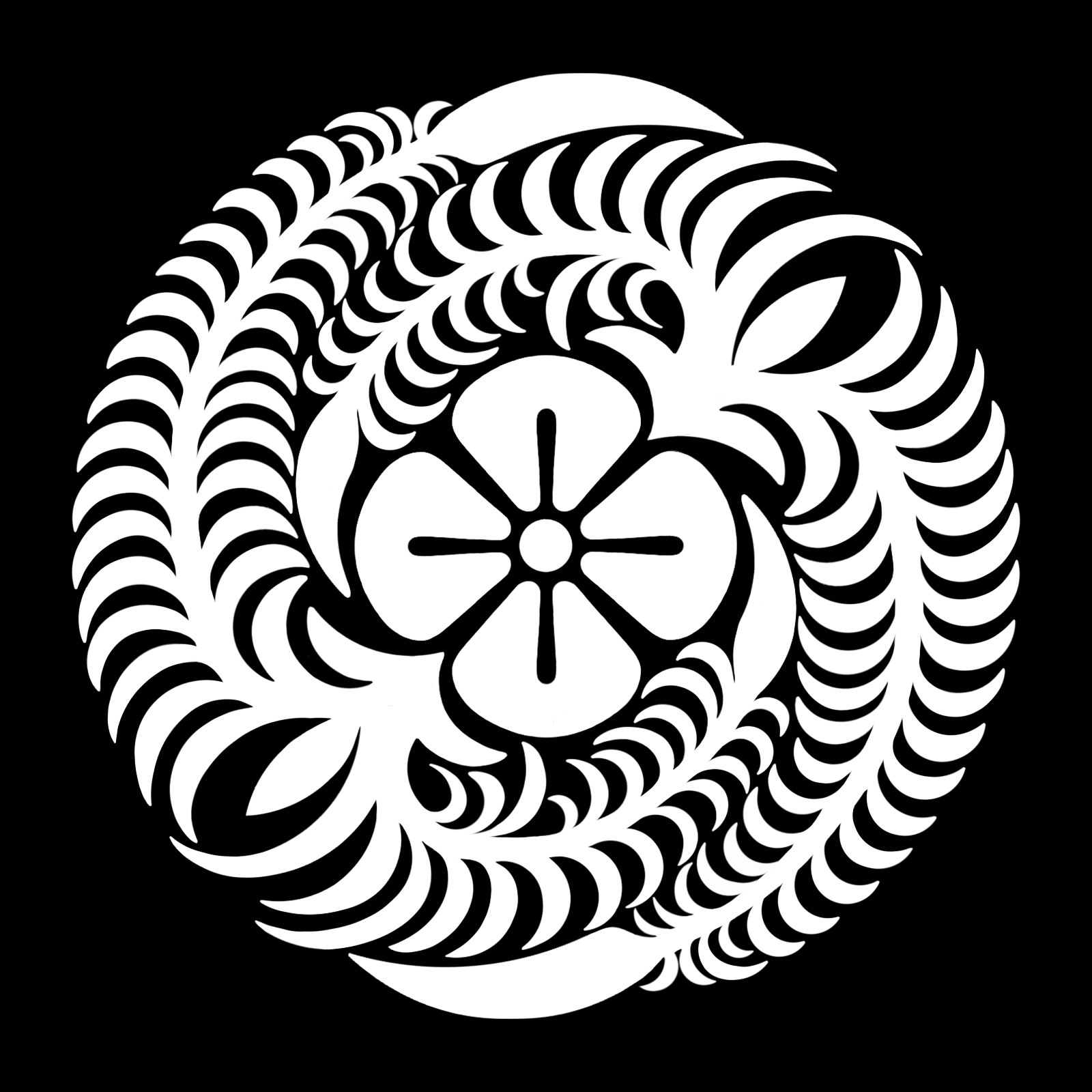
Hanakatsumi

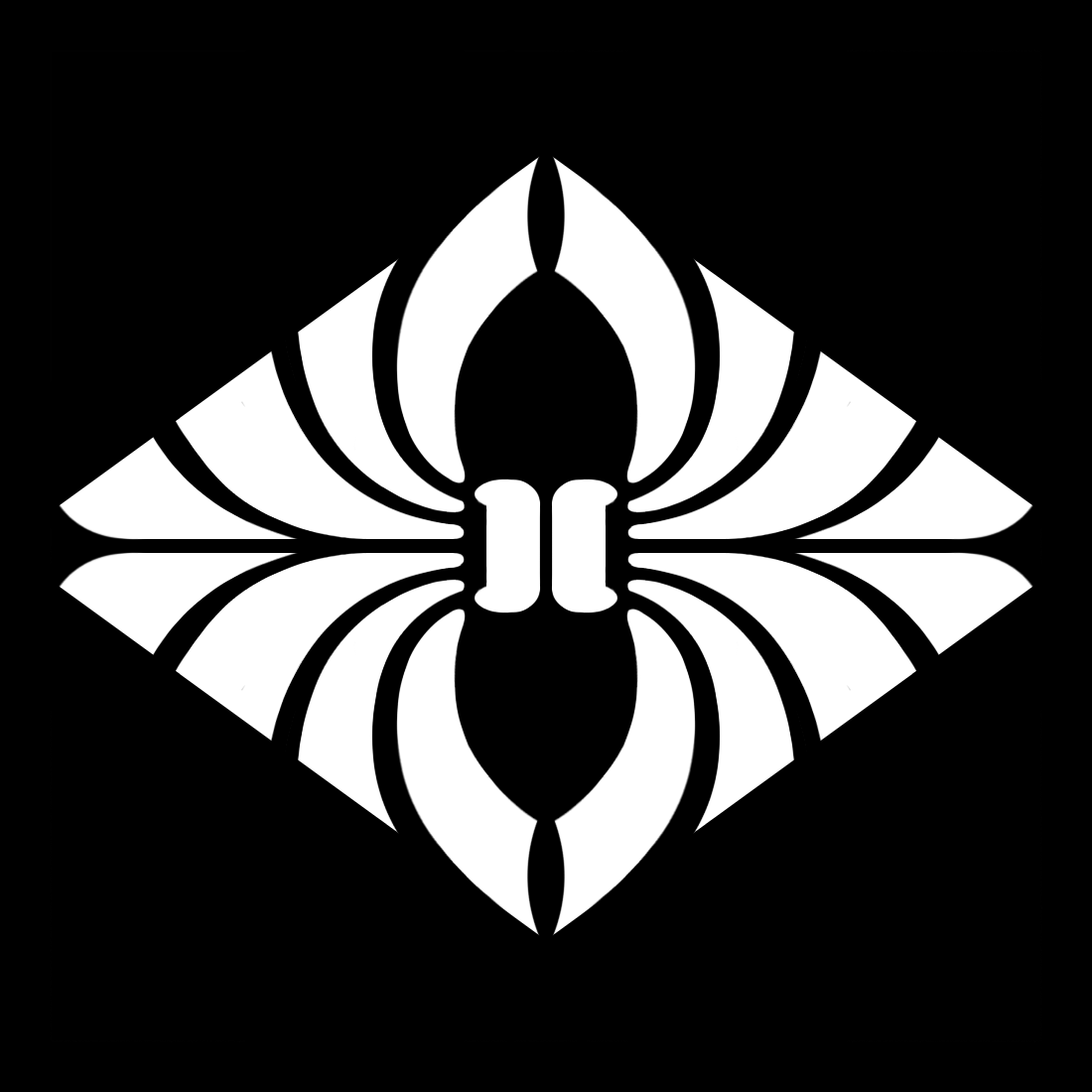
Noshibishi

Tamasaburō, comme les autres noms d'acteurs, est accordé (ou abandonné) lors de grandes cérémonies de dénomination appelées shūmei au cours desquelles un certain nombre d'acteurs changent officiellement leurs noms. Le nom Tamasaburō est généralement pris au début de la carrière d'un acteur ; un autre nom est emprunté par la suite.

## Lignée
- Bandō Tamasaburō I (novembre 1824 - octobre 1839)[1]. Fils adopté de Bandō Mitsugorō III. Prend le nom Tamasaburō lors de sa première apparition sur scène.
- Bandō Tamasaburō II (novembre 1844 - janvier 1869) - fils adopté de Tamasaburō I.
- Bandō Tamasaburō III (mars 1889 - 1904) - fille de Morita Kanya XII. rejoint une troupe kabuki entièrement composée de femmes mais qui finalement échoue ; elle déménage alors à New York.
- Bandō Tamasaburō IV (juillet 1914 - décembre 1925) - petit-fils de Morita Kanya XII et fils adopté de Morita Kanya XIII.
- Bandō Tamasaburō V (juin 1964 – présent) - fils adopté de Tamasaburō IV ; actuellement le plus populaire onnagata du kabuki.

## Source de la traduction
- (en) Cet article est partiellement ou en totalité issu de l’article de Wikipédia en anglais intitulé « Bandō Tamasaburō » (voir la liste des auteurs).